# NoVa Park
NoVa Park – 2-poziomowe centrum handlowe położone w Gorzowie Wielkopolskim. 18 kwietnia 2012 roku nastąpiło oficjalne otwarcie obiektu. Jest największym tego typu obiektem w mieście i województwie lubuskim.
Całkowita powierzchnia obiektu wynosi 80 tys. metrów kwadratowych, z czego największą jego część zajmuje 140 lokali handlowo-usługowych. Oprócz sklepów w budynku są też lokale gastronomiczne i klub fitness „Fabryka Formy”. Centrum handlowe posiada 910 miejsc parkingowych.